# Рожаки
Рожаки́ — село в Україні, в Яворівському районі Львівської області. Населення становить 17 осіб. Орган місцевого самоврядування - Мостиська міська рада.